# Алжир на Светском првенству у атлетици на отвореном 2013.
Алжир је на Светском првенству у атлетици на отвореном 2013. одржаном у Москви од 10. до 18. августа, учествовао четрнаести пут, односно учествовао је на свим првенствима одржаним до данас. Репрезентацију Алжира представљало је 11 атлетичара (8 мушкараца и 3 жене), који су се такмичили у 8 атлетских дисциплина.
На овом првенству Алжир није освојио ниједну медаљу. Није било нових националних рекорда. Постигнута су 2 лична рекорда и 3 најбоља лична резултата сезоне.

## Учесници
| Мушкарци: - Амин Белфера — 800 м - Imed Touil — 1.500 м - Отман Хађ Лазиб — 110 м препоне - Милуд Рахмани — 400 м препоне - Хишам Бушиша — 3.000 м препреке - Абделмађед Туил — 3.000 м препреке - Абделхамед Зерифи — 3.000 м препреке - Тајеб Филали — Маратон | Жене: - Amina Bettiche — 3.000 м препреке - Баја Рахули — Троскок - Јасмина Ормани — Седмобој |  |

## Резултати

### Мушкарци
Тркачке дисциплине
| Атлетичар         | Дисциплина       | Лични рекорд        | Група             | Група             | Полуфинале           | Полуфинале           | Финале               | Финале            | Детаљи |
| Атлетичар         | Дисциплина       | Лични рекорд        | Резултат          | Место             | Резултат             | Место                | Резултат             | Место             | Детаљи |
| ----------------- | ---------------- | ------------------- | ----------------- | ----------------- | -------------------- | -------------------- | -------------------- | ----------------- | ------ |
| Амин Белфера      | 800 м            | 1:46,07             | 1:47,17           | 7 у гр. 1         | Није се квалификовао | Није се квалификовао | Није се квалификовао | 27 / 49           |        |
| Imed Touil        | 1.500 м          | 3:35,82             | Није стартовао    | Није стартовао    | Није стартовао       | Није стартовао       | Није стартовао       | Није стартовао    |        |
| Отмане Хађ Лазиб  | 110 м препоне    | 13,46 (+1,5 м/с) НР | 14,51             | 7 у гр. 3         | Није се квалификовао | Није се квалификовао | Није се квалификовао | 33 / 33 (34)      |        |
| Милуд Рахмани     | 400 м препоне    | 49,34 НР            | 50,79             | 6 у гр. 2         | Није се квалификовао | Није се квалификовао | Није се квалификовао | 39 / 35 (37)      |        |
| Хишам Бушиша      | 3.000 м препреке | 8:20,11             | 8:28,56           | 6 у гр. 3         | Није се квалификовао | Није се квалификовао | Није се квалификовао | 20 / 35 (41)      |        |
| Абделмађед Туил   | 3.000 м препреке | 8:15,93             | 8:25,89           | 7 у гр. 1         | Није се квалификовао | Није се квалификовао | Није се квалификовао | 17 / 35 (41)      |        |
| Абделхамед Зерифи | 3.000 м препреке | 8:25,96             | Није завршио трку | Није завршио трку | Није завршио трку    | Није завршио трку    | Није завршио трку    | Није завршио трку |        |
| Тајеб Филали      | Маратон          | 2:16:40             |                   |                   |                      |                      | Није завршио трку    | Није завршио трку |        |

### Жене
| Атлетичарка    | Дисциплина | Лични рекорд        | Група            | Група     | Полуфинале | Полуфинале | Финале                | Финале       | Детаљи |
| Атлетичарка    | Дисциплина | Лични рекорд        | Резултат         | Место     | Резултат   | Место      | Резултат              | Место        | Детаљи |
| -------------- | ---------- | ------------------- | ---------------- | --------- | ---------- | ---------- | --------------------- | ------------ | ------ |
| Amina Bettiche | 800 м      | 9:40,71             | 9:45.50          | 7 у гр. 1 |            |            | Није се квалификовала | 17 / 27 (29) |        |
| Баја Рахули    | троскок    | 14,98 (+0,2 м/с) НР | 13,41 (+0,3 м/с) | 9 гр. Б   |            |            | Није се квалификовала | 17 / 21      |        |

Седмобој
| Дисциплина   | Јасмина Ормани | Јасмина Ормани | Јасмина Ормани | Јасмина Ормани | Јасмина Ормани | Јасмина Ормани |
| Дисциплина   | Лич. рек.      | Резултат       | Бод.           | Плас.          | Укупно         | Плас.          |
| ------------ | -------------- | -------------- | -------------- | -------------- | -------------- | -------------- |
| 100 м преп.  | 13,61          | 13,57          | 1.040, ЛР      | 11             |                |                |
| Скок увис    | 1,78           | 1,77           | 941, ЛРС       | 15             | 1.981          | 14             |
| Бацање кугле | 13,79          | 13,32          | 749            | 14             | 2.730          | 10             |
| 200 м        | 24,20          | 24,75          | 910,ЛРС        | 12             | 3.640          | 10             |
| Скок удаљ    | 6,19           | 5,82           | 795            | 22             | 4.435          | 16             |
| Бацање копља | 41,34          | 39,26          | 653            | 24             | 5.088          | 18             |
| 800 м        | 2:11,93        | 2:14,81        | 895, ЛРС       | 15             |                |                |
| Укупно       | 5.935          |                |                |                | 5.983,ЛР       | 19 / 33        |